# Cyklotronové záření
Cyklotronové záření je elektromagnetické záření vyzařované urychlenými nabitými částicemi vychýlenými magnetickým polem. Lorentzova síla působí na částice kolmo na siločáry magnetického pole a pohyb částic, vytváří tedy zrychlení nabitých částic, které způsobuje emisi záření v důsledku zrychlení. Toto se spirálovitě točí kolem siločar magnetického pole.
Jméno tohoto typu záření se odvozuje od cyklotronu, tedy druhu urychlovače částic, používaného od roku 1930 k vytvoření vysoce energetických částic pro vědecké účely. Cyklotron využívá kruhových drah, kde částice obíhají v uniformním magnetickém poli. Doba oběhu je nezávislá na energii částic, což umožňuje cyklotron používat pro řadu frekvencí.
Cyklotronové záření je emitováno všemi nabitými částicemi procházejícími magnetickým polem, nejen v cyklotronu. Cyklotronové záření z plazmatu v okolí černých děr nebo v mezihvězdném prostoru je důležitým zdrojem informací o vzdálených magnetických polích. Výkon (energii za jednotku času) z emise každého elektronu lze vypočítat:
{\displaystyle {-dE \over dt}={\sigma _{t}B^{2}v^{2} \over c\mu _{o}}}
kde E je energie, t je čas, {\displaystyle \sigma _{t}} je Thomsonův průřez, B je intenzita magnetického pole, v je rychlost kolmá na magnetické pole, c je rychlost světla {\displaystyle \mu _{o}} je permeabilita vakua. V souvislosti se snahou o provedení magnetické fúze, tedy fúze v tokamaku, ztráty přes cyklotronového záření lze přeložit do požadavku na minimální hustotu energie plazmatu ve vztahu k hustotě energie magnetického pole.
Cyklotronové záření má spektrum s hlavním vrcholem na stejné základní frekvenci jako oběžná dráha částice a harmonická řada při vyšších integrálních faktorech. Harmonické jsou výsledkem nepřesností ve skutečném emisním prostředí, které také vytvářejí rozšíření spektrálních čar. Nejzřetelnějším zdrojem rozšíření čas jsou neuniformity v magnetickém poli, jak elektron přechází z jedné oblasti do druhé, jeho emisní frekvence se mění se silou pole. Jiné zdroje zahrnují rozšíření kolizního rozšíření. Elektron vždy nesleduje perfektní oběžnou dráhu, narušení emise způsobí interakce s okolním plazmatem a relativistické efekty v případě, že jsou nabité částice dostatečně energické. Když se elektrony pohybují dostatečně rychle, cyklotronové záření je známo jako synchrotronové.
Zpětný ráz částic emitujících cyklotronové záření se nazývá reakce záření. Reakce záření působí jako odpor proti pohybu v cyklotronu a práce nezbytná k jejímu překonání představuje hlavní energetické náklady na urychlení částic v cyklotronu. Cyklotrony jsou hlavním příkladem systémů s reakcí záření.